# Ricardo Mosner
 (septembre 2008).
Si vous disposez d'ouvrages ou d'articles de référence ou si vous connaissez des sites web de qualité traitant du thème abordé ici, merci de compléter l'article en donnant les références utiles à sa vérifiabilité et en les liant à la section « Notes et références ».
Ricardo Mosner, né le 1er octobre 1948 à Buenos Aires (Argentine), est un peintre, sculpteur et graveur argentin, également écrivain et homme de radio, qui vit et travaille à Paris. 

## Parcours
Dès la fin des années 1960, Ricardo Mosner expose et organise performances et happenings. Entre 1970 et 1980, il crée et joue une vingtaine de spectacles picturaux avec sa troupe le Teatr’en Poudre. Il a travaillé en tant qu'acteur avec Copi, Jérôme Savary, Stephen Frears notamment. Durant les années 1980, il dessine les pochettes des disques des groupes successifs de Theo Hakola (Orchestre rouge et Passion Fodder). Cinq ans plus tard, il fait l'affiche du titre Marcia Baïla des Rita Mitsouko lors de la sortie du clip.
En 1985, il remporte le concours pour remplacer la peinture originale de l’un des piliers du restaurant La Coupole, endommagée par une infiltration d’eau, à l'issue du vote des clients.
Pour la Mission 2000, il réalise les affiches, chars, masques et costumes de « La Carnavalcade » de Saint-Denis.
En 2012 il conçoit l’affiche, décor et costumes pour le spectacle Ubu au Café de la Gare de Patrice Minet d’après l’œuvre d’Alfred Jarry.
Pour la radio, Mosner a écrit et joué des feuilletons (Radio Nova et France Culture). Il est, avec Gérard Mordillat, Henri Cueco, Jacques Jouet, Hervé Le Tellier, Lucas Fournier et nombre d’autres, l'un des « papous » de l’émission de France Culture Des Papous dans la tête, fondée par Bertrand Jérôme et animée par Françoise Treussard. L’Anthologie et le Dictionnaire de cette émission ont été publiés avec des textes, dessins et couvertures de Mosner.
Il a participé à de nombreuses expositions collectives dont « L'Amérique latine au Grand Palais » et les « Ateliers de l'ARC » au musée d'art moderne de la ville de Paris en 1984, la Biennale de Paris et les « Murs peints » du Centre Georges-Pompidou en 1985, la Triennale des Amériques en 1993, la Biennale de sculpture aux Pays-Bas en 1994, etc., et a présenté plusieurs dizaines expositions personnelles en France et à l’étranger.
Il exerce également dans le domaine de l'affiche et de l'édition et organise les expositions du groupe « El Colectivo ». Il assure la direction artistique de la revue littéraire Tango, pour la 2e série, à partir de 2010,.
Son fils Lucio Mosner, né à Paris en 1993, est graveur, et a notamment remporté le prix Gravix en 2024.

## Expositions (sélection)

### Expositions collectives
- 1975 et 1976 : « Universal Moving Artists » au Stedelijk Museum Amsterdam
- 1980 : Salon de la Jeune Peinture, Paris
- 1981 : « Les dessinateurs à Libération », Atelier Médicis, Paris
- 1983 : « L’Amérique Latine à Paris » au Grand Palais
- 1983, 1984 et 1985 : Salon de Montrouge
- 1984 : « Ateliers de l’ARC » au musée d’art moderne de la Ville de Paris et « Les Jeunes Créateurs » au musée des Arts décoratifs, Paris
- 1985 : La XIIIe Biennale de Paris à la Grande halle de la Villette et « Les Murs Peints » au Centre Georges-Pompidou
- 1986 : « Une décennie de peinture », Centenaire de Mercedes-Benz à Lyon, Nice, Marseille, Lille, Bordeaux
- 1987 : « Masques d’Artistes » à la Malmaison de Cannes
- 1989 : Biennale de la Jeune Création en France et en Espagne
- 1990 : « Paravents d’Artistes » aux Plateaux d'Angoulême
- 1991 : « La Femme enfin » au réfectoire des Jacobins de Toulouse et à l’Orangerie du Luxembourg à Paris
- 1992 : « IXe Salon d’Art Contemporain » de Bourg-en-Bresse
- 1993 : « Triennale des Amériques » à Maubeuge
- 1994 : « Biennale de Sculpture » aux Pays-Bas
- 1995 : « Éventails d’Artistes » au Musée de Béziers
- 1996 : « Le vélo » Musée de l’Histoire à Montreuil
- 1996 : « Ricardo Mosner, Tony Soulié », Domaine de Viaud, Lalande-de-Pomerol
- 1997 : « Miniature Museum », Pays-Bas
- 1998-2002 : « 80 artistes autour du Mondial » avec la galerie Enrico Navarra à Paris, Monaco et Séoul
- 2003 : « L’Art Emmêlé » à l’Hôtel de Ville de Paris ; « L’Argentine de mes Rêves » au Sénat de Paris ; « Epouvantails » sculptures en plein air pour l’exposition itinérante organisée par Jean-Pierre Coffe, Galerie Peinture Fraîche, Paris, jardins du Chateau de Versailles...
- 2004 : « Del Pop Art al Ind Art », Fondation Konex, Buenos Aires
- 2004-2007 : Création du groupe « El Colectivo ». Mosner organise les expositions de El Colectivo au Café El Sur à Paris sur les thèmes : « Mythologies Argentines », « Autour de Cortázar », « Gardel », « Carne », « Dans la nébuleuse de Borges »…
- 2005 : « Portraits des femmes de la Bible » à la galerie Nikki Marquardt à Paris
- 2006 : « Artists for Life », Fondation Rotschild & Art Paris au Grand Palais, Paris
- 2007-2011 : « El Colectivo » à la Fondation Argentine, à la Galerie de l’ambassade d'Argentine, Paris, « Paris-Tigre en Colectivo » au Museo de Arte Tigre en Argentine
- 2011 : « El arte de por medio », galerie de l’Ambassade Argentine à Paris
- 2012 : « Au rythme de l’Alphabet », galerie Brun L’Église, Paris ; « Tant qu’il y aura des femmes... en peinture », galerie Le cabinet d’amateur, Paris ; « Artistes argentins de deux continents », galerie Beim Eingel, Luxembourg

### Expositions personnelles
- 1983 : Première rétrospective à la maison de la culture de Nantes
- 1987 : Lauréat du prix « Les Piliers de la Coupole », il peint « Le dernier pilier de la Coupole » classé monument historique en 1988 ; « Jeunes créateurs dans la ville » à Rochefort où il est l’invité d’honneur
- 1989 : « 1001 » trois expositions à Saint-Germain: lithographies à la galerie Documents, installation et objets à la galerie Lara Vincy et peintures à la galerie Loft
- 1990 : Inauguration du mur peint rue du Baigneur dans le XVIIIe arrondissement, commande de la Ville de Paris
- 1991 : « Matière grise-rouge Adam », Galerie Duras, Paris
- 1992 : « Personnages 1972-2002 » à la galerie Martine Queval
- 1993 : « Le Tango de Mosner »: peintures, sculptures, gravures, cahiers et revues au Parc de la Villette
- 1994 : création pyrotechnique « Feux » à la Villette
- 1995 : « Peintures, sculptures et dessins », Le Cadre d’Or, Paris
- 1996 : « L’atelier de Mosner » au Théâtre 13, Paris ; présentation du livre « Le papou argentin » et exposition de dessins et sculptures à la galerie Area, Paris
- 1997 : « Peintures » expositions à Buenos Aires au Centro Cultural Recoleta, à l’Alliance Française et à la galerie Gara
- 1998 : Conception d’une œuvre pour le CHU du Kremlin-Bicêtre où il travaille également avec des enfants dans le cadre de « L’Art à l’Hôpital ». « Ricardo Mosner à la galerie Samedi », Monfort l’Amaury
- 1999 : Double exposition et installation à la Scène Nationale de Mâcon et au Théâtre du Merlan de Marseille ; « Peintures et sculptures », galerie Lefor Openo, Paris; « Píntate un tango, Ricardo », maison de l'Italie de la Cité universitaire, Paris
- 2000 : Expositions à Passerelle des Arts dans le Gers et à la galerie Le Rire Bleu, Figeac
- 2001 : Expositions au Temple de Chauray, dans les Deux-Sèvres; au conservatoire de Gennevilliers ; à l'ambassade d'Argentine, la galerie Lefor Openo et la Maison de la Catalogne à Paris
- 2002 : Exposition dans le cadre de Rio Garonne le Festival!, Toulouse ; au Musée Paul Valéry, Sète ; à la Galerie Marina, Avignon ; à la Maison de la Culture Loire Atlantique et au Centre d’arts La Rairie, Nantes ; « Les affiches musicales de Ricardo Mosner » à El Sur et « Dessins et sculptures » à la galerie Michel Gillet, Paris
- 2003 : Création d’une série de peintures pour la maison Lanvin ; « Peintures » au Cercle d'art contemporain, Le Cailar, et au centre d'art et culture de la rue Broca, Espace Rachi ; « Le Dernier Pilier de la Coupole » La Coupole à Paris
- 2004 : « Hommage à Astor Piazzolla »(avec Ruben Alterio), conservatoire Nadia-Boulanger, et « …del Mosner » à El Sur, Paris
- 2005 : « Révisitation de la collection Aguado » (avec Ruben Alterio) à la mairie du 9e arrondissement, Paris ; « Mosner, Cahors-série » à La Chantrerie, Cahors (rétrospective)
- 2006 : « Peintures » (avec Béatrice Turquand d'Auzay), Galerie Artgument, Esvres ; « Peintures et sculptures, rétrospective 1996-2006 », galerie municipale Julio González, Arcueil ; « Les bêtes incultes de l’art », place Saint-Sulpice, Paris
- 2007 : Invité d’honneur (avec Michel Butor) au Salon du livre d’art d’Ornans, inauguration de l’atelier de gravure de la ville et expositions à la galerie de la Loue et à la bibliothèque de la ville d’Ornans ; « Paintings », Art Gallery, Consulate General of Argentina, New York ; « Mosnérien Ubuesque », Galerie Lara Vincy, Paris
- 2008 : peinture de « La coupole de La Coupole » classée patrimoine historique de la Ville de Paris, avec les peintres Carole Benzaken, Fouad Bellamine et Xiao Fang ; « Il illustre », galerie de la Halle Saint-Pierre, Paris ; « Œuvres 1988-2008 », galerie des Tuiliers, Lyon
- 2009 : « Il chronique », Maison d’Argentine, Paris ; performance dans le cadre de « Paris en toutes Lettres », bibliothèque historique de la ville de Paris
- 2010 : « Peintures », El Salon del Libro, Paris ; « Portraits mosnériens » avec l’écrivain Jacques Jouet, galerie Virgile, Paris, « El otro barrio », galerie Amarrage, Saint-Ouen
- 2011 : « Ricardo Mosner, tangos », musée Toulouse-Lautrec, Albi ; « Rétrospective, œuvres 1971-2011 », galerie de l'ambassade d'Argentine à Paris
- 2012 : « Les vacances de Monsieur Hublot », Le Hublot, Ivry-sur-Seine

### Foires d’art contemporain
Les œuvres de Ricardo Mosner ont été présentées dans les foires d’art contemporain : FIAC, SAGA, Art Paris, Page(s) et Estampages à Paris, Art Jonction à Nice, à la foire de Strasbourg, ARCO et Estampa à Madrid, Interarte à Valence, Artefiera à Bologne, Art-Fair à Londres et à Stockholm, Art Brussels à Bruxelles, Foire de Tokyo…

## Publications

### Ouvrages personnels
- Paroles libertaires, peintures pour illustrer une sélection de textes et la préface d’Étienne Roda-Gil, Albin Michel
- Nougaro illustré par Mosner, Albin Michel
- La Poésie antillaise, 19 poèmes illustrés, éditions Mango
- 365 Contes en ville de Muriel Bloch, Gallimard
- Ubu roi d’Alfred Jarry, Gallimard

#### Livres debibliophilie
- Retratos Rioplatenses, coffret lithographique, éditions Clot
- Échec à la reine de Sylvie Reymond-Lépine, éditions Urgences
- Titre en cours, éditions Champfleury, Paris, octobre 1992, textes de Bruno Bayon, Patrice Bollon, Oscar Caballero, Phil Casoar, Michel Folco, Theo Hakola, Gilbert Lascault, Jacques Meunier, Patrice Minet, Pierre-François Moreau
- Personnages 1972-1992, éditions Meyer
- Pintate un Tango, Ricardo, éditions Marina
- Portraits mosnériens avec Jacques Jouet, éditions Virgile
- Ricardo Mosner, l’inventaire, éditions Yeo-AREA
- La Promeneuse du quai, Santé et Caballeros avec Michel Butor, Canté avec Joël Bastard, éditions Mémoires

### Ouvrages collectifs
- Les Rita Mitsouko illustrés, paru le 11 juin 1987, et réalisé à l'occasion de la sortie de l'album The No Comprendo
- Comix 2000, album de bande dessinée sans texte de 2 000 pages, dessiné par 324 auteurs de 29 pays différents à l'occasion du passage à l'an 2000
- Les Papous dans la tête, l'anthologie, dir. Bertrand Jérôme et Françoise Treussard, Gallimard, mai 2004
- Le Dictionnaire des Papous dans la tête, dir. Françoise Treussard, Gallimard, juin 2007

### Affiches
Ricardo Mosner a conçu les affiches pour Marcia Baïla des Rita Mitsouko, Théo Hakola, Castafiore Bazooka, El Camarón de la Isla, Paris-Banlieue-Tango, Pascal Comelade, le musée d’art moderne de la Ville de Paris, le MIDEM de Cannes, le festival Tempo Latino du Gers, la Fiesta Latina à Sète, le festival d’Avignon, le festival Rio Garonne ! à Toulouse, la maison de la culture de Loire-Atlantique, le conservatoire de Gennevilliers, le film Les gens normaux n'ont rien d'exceptionnel, la pièce de théâtre Kroum, l'ectoplasme d’Hanoch Levin, etc.

### Textes dédiés à Ricardo Mosner
De nombreux écrivains et critiques ont dédié des textes à Ricardo Mosner : Jean Luc-André d'Asciano, Alin Avila, Jacques A. Bertrand, Patrice Bollon, Laurent Boudier, Gilles de Bure, Oscar Caballero, Phil Casoar, Anita Castiel, Brigitte Cornand, Henri Cueco, Emmanuel Daydé, Patrice Delbourg, Alexandre de Nuñez, Christophe Donner, Alicia Dujovne Ortiz, Michel Folco, Christine Frérot, Jean-Paul Gavard-Perret, Jean-Pierre Gené, Otto Hahn, Lydia Harambourg, Marc Herissé, Bertrand Jérôme, Serge Joncour, Jacques Jouet, François Julien, Rémy Kolpa Kopoul, Gilbert Lascault, Giovanni Lista, Franck Maubert, Jacques Meunier, Renaud Monfourny, Pierre-François Moreau, Dominique Muller, Jean-Luc Porquet, Philippe Renonçay, Thierry Taittinger, Jacques Vallet, Willem…